# 에너지 활동 보존의 법칙
에너지 활동 보존의 법칙 또는 초에너지 보존의 법칙(law of the conservation of hyper energy)이란 인문학자이자 역사신학자인 하승무 교수가 주장한 이론으로 유기적인 에너지 활동을 포함하여 인간이 태어나면서부터 전개된 모든 에너지의 활동은 에너지 그 자체뿐만 아니라, 이미 활동된 정형의 형태가 그대로 보존된다는 이론이다.

## 설명
이 법칙에 따르면 일반 물리학의 '에너지 보존 법칙'에서 에너지는 그 형태를 바꾸거나 다른 곳으로 전달할 수 있을 뿐 생성되거나 사라질 수 없으며 항상 일정하게 유지되는 물질적 에너지 그 자체에 한정된 반면, 이 법칙은 인간이 태어나면서부터 한 개인과 연관된 모든 활동과 형태가 에너지의 물리적인 운동으로 인한 에너지 그 자체에 한정된 것이 아니라, 개별화된 수많은 에너지 활동의 정형화된 형태가 4차원의 세계에서는 변형된 에너지 형태로만 보존되는 반면, 5차원 그 이상의 세계에서는 에너지 활동의 형태 그 자체가 그대로 보존된다는 이론이다.
하승무교수의 예)에 의하면 어떤 살인자의 살인 행위를 동영상으로 그대로 찍은 것처럼, 에너지 운동 형태 그 자체가 그대로 보존된다고 한다.